# Mertajärvi - Pieni-Selkiäinen
Mertajärvi - Pieni-Selkiäinen este o arie protejată (arie specială de conservare — SAC, sit de importanță comunitară — SCI) din Finlanda întinsă pe o suprafață de 84 ha, integral pe uscat.

## Localizare
Centrul sitului Mertajärvi - Pieni-Selkiäinen este situat la coordonatele 62°44′07″N 26°14′31″E / 62.7353°N 26.2419°E.

## Înființare
Situl Mertajärvi - Pieni-Selkiäinen a fost declarat sit de importanță comunitară în august 1998 pentru a proteja un număr necunoscut de specii din flora spontană și fauna sălbatică aflate în arealul zonei. Situl a fost protejat și ca arie specială de conservare în aprilie 2015.

## Biodiversitate
Situată în ecoregiunea boreală, aria protejată conține 6 habitate naturale: Lacuri și iazuri distrofice naturale, Mlaștini turboase de tranziție și turbării mișcătoare, Mlaștini alcaline, Taiga vestică, Păduri caducifoliate de mlaștină fino-scandinave, Mlaștini împădurite.
La baza desemnării sitului se află un număr nedeclarat de specii protejate.
Pe lângă speciile protejate, pe teritoriul sitului au mai fost identificate 6 specii de plante, 9 specii de păsări.